# 赵玄祐
赵玄祐或称赵祐（995年12月24日—1003年5月25日），字庆长，宋朝第三代皇帝宋真宗赵恒第二子，母為章穆皇后郭氏。
咸平五年十一月十八己酉日（1002年12月24日），父亲宋真宗封赵玄祐为信国公。咸平六年四月廿二辛巳日（1003年5月25日），九岁（虚岁）的赵玄祐逝世。真宗追封赵玄祐为周王，赐谥悼献（即周悼献王）或谥悼。景德三年（1006年）十月，袝葬于祖父宋太宗的永熙陵，墓址位于今巩义市芝田镇芝田村南。至近代，已多次被盗，后经考古发掘，仅出土墓志一合。
宋仁宗即位之初，追赠二哥为太尉、中书令。仁宗亲政后，于明道二年十月廿四丙辰日（1033年11月18日），追赠周王赵玄祐为皇太子，谥号不改，故《宋史》称他为悼献太子。此后，是否改名赵祐，不得而知。
赵玄祐的乳兄弟张茂实（乳母朱氏的儿子）为宋仁宗时大臣，多次出使契丹。

## 延伸阅读
[在维基数据编辑]
 《宋史·卷245》，出自脱脱《宋史》